# نات تيري
نات تيري (بالإنجليزية: Nat Terry)‏ هو لاعب كرة قدم أمريكية أمريكي، ولد في 20 يوليو 1956 في تامبا في الولايات المتحدة.

## وصلات خارجية
- نات تيري على موقع مرجع كرة القدم المحترفة.كوم (الإنجليزية)